# N652 (België)
De N652 is een gewestweg in de Belgische provincie Luik. De weg verbindt de N924 in Wasseiges met de N643a bij Moha. De route heeft een lengte van ongeveer 18 kilometer.

## Plaatsen langs de N652
- Wasseiges
- Meeffe
- Acrosse
- Burdinne
- Lamontzée
- Oteppe
- Huccorgne
- Moha